# Rubus hispidus
Rubus hispidus — вид квіткових рослин із родини трояндових (Rosaceae).

## Біоморфологічна характеристика

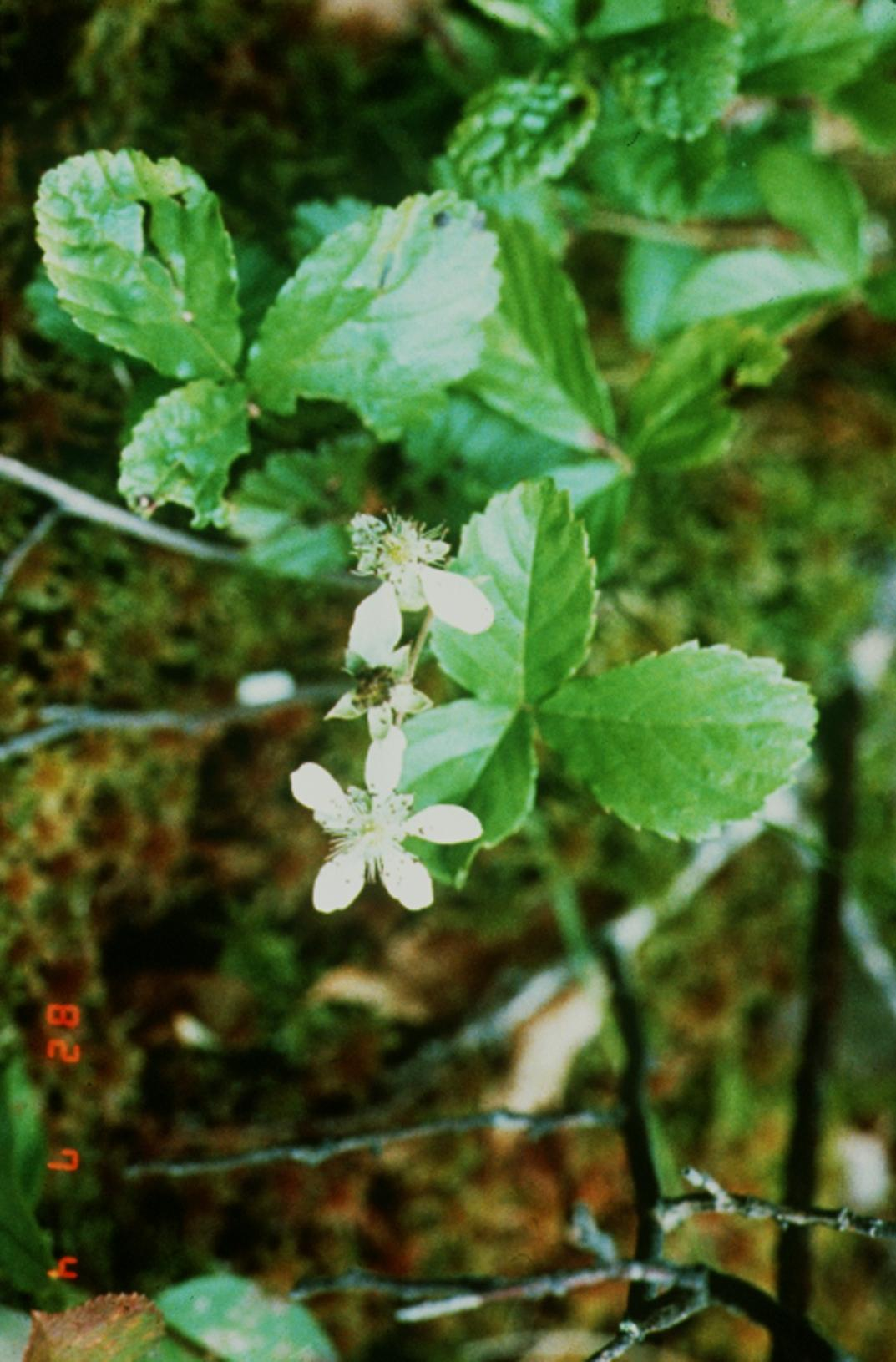
рослина з квітками

Це кущ іноді трав'яниста рослина до 2 метрів заввишки, озброєний. Стебла дворічні, повзучі (йдуть від дерев'янистого кореневища), безволосі чи рідко волосисті, від рідко до густо залозисті у рідкісних випадках не залозисті; колючки від рідкісних до щільних, прямі слабкі й тонкі, 1–3(5) мм, вузькі на основі. У перший рік на стеблах тільки листки, у другий рік з'являються квіти й вони відмирають після плодоношення. Листки стійкі, трійчасті або, рідше, пальчасто складні, блискучі; листочків 3(5), кінцеві від зворотно-яйцеподібних до субкруглих, 1.7–6.5 × 1–5.2 см, основа від клиноподібної до округлої, нелопатева, краї від помірно до грубо подвійно пилчастих, верхівка від гострої до округлої, нижня поверхня зі щетинками на середній жилці чи неозброєна, безволоса чи рідко волосиста, від рідко до густо залозиста уздовж найбільших жилок. Суцвіття кінцеві, 1–7(10)-квіткові, китицеподібні. Квітки двостатеві; пелюстки білі, від зворотно-яйцюватих до зворотно-ланцетних, 6–10 мм. Плоди чорні, від кулястих до циліндричних, до 1 см; кістяночок (5)10–15(20). 2n = 14, 21, 28, 35, 56. Період цвітіння: травень — липень(серпень).

## Ареал
Зростає у східній частині Канади (Нью-Брансвік, Ньюфаундленд, Нова Шотландія, Онтаріо, Острів Принца Едуарда, Квебек) і східній частині США (Коннектикут, округ Колумбія, Делавер, Айова, Іллінойс, Індіана, Канзас, Кентуккі, Массачусетс, Меріленд, Мен, Мічиган, Північна Кароліна, Нью-Гемпшир, Нью-Джерсі, Нью-Йорк, Огайо, Пенсильванія, Род-Айленд, Південна Кароліна, Теннессі, Вірджинія, Вермонт, Вісконсин, Західна Вірджинія).
Населяє вологі рідколісся, луки, болота, порушені ділянки, вологий або сухий ґрунт; на висотах 0–1500 метрів.

## Використання
Плоди вживаються сирими чи приготованими. Смак кислий.
Має в'яжучі властивості. Сік рослини використовується для лікування діареї та дизентерії. Настій коренів використовували для лікування кашлю та гарячки.
Створює гарний ґрунтовий покрив. Із плодів отримують барвник від пурпурного до тьмяно-синього.